# MV Agusta Motocarro 175
 (décembre 2021).
La mise en forme du texte ne suit pas les recommandations de Wikipédia : il faut le « wikifier ».
Les points d'amélioration suivants sont les cas les plus fréquents. Le détail des points à revoir est peut-être précisé sur la page de discussion.
- Les titres sont pré-formatés par le logiciel. Ils ne sont ni en capitales, ni en gras.
- Le texte ne doit pas être écrit en capitales (les noms de famille non plus), ni en gras, ni en italique, ni en « petit »…
- Le gras n'est utilisé que pour surligner le titre de l'article dans l'introduction, une seule fois.
- L'italique est rarement utilisé : mots en langue étrangère, titres d'œuvres, noms de bateaux, etc.
- Les citations ne sont pas en italique mais en corps de texte normal. Elles sont entourées par des guillemets français : « et ».
- Les listes à puces sont à éviter, des paragraphes rédigés étant largement préférés. Les tableaux sont à réserver à la présentation de données structurées (résultats, etc.).
- Les appels de note de bas de page (petits chiffres en exposant, introduits par l'outil «  Source ») sont à placer entre la fin de phrase et le point final[comme ça].
- Les liens internes (vers d'autres articles de Wikipédia) sont à choisir avec parcimonie. Créez des liens vers des articles approfondissant le sujet. Les termes génériques sans rapport avec le sujet sont à éviter, ainsi que les répétitions de liens vers un même terme.
- Les liens externes sont à placer uniquement dans une section « Liens externes », à la fin de l'article. Ces liens sont à choisir avec parcimonie suivant les règles définies. Si un lien sert de source à l'article, son insertion dans le texte est à faire par les notes de bas de page.
- La présentation des références doit suivre les conventions bibliographiques. Il est recommandé d'utiliser les modèles {{Ouvrage}}, {{Chapitre}}, {{Article}}, {{Lien web}} et/ou {{Bibliographie}}. Le mode d'édition visuel peut mettre en forme automatiquement les références.
- Insérer une infobox (cadre d'informations à droite) n'est pas obligatoire pour parachever la mise en page.

Pour une aide détaillée, merci de consulter Aide:Wikification.
Si vous pensez que ces points ont été résolus, vous pouvez retirer ce bandeau et améliorer la mise en forme d'un autre article.
Le MV Agusta Motocarro 175 est un triporteur motorisé fabriqué par le constructeur italien MV Agusta, une des marques les plus emblématiques de l'histoire de la moto. C'est le deuxième modèle utilitaire triporteur de la marque, produit de 1954 à 1958.
Pourquoi MV Agusta s'est intéressé de ce secteur d'activité restera toujours un mystère, car il n'y avait aucune chance qu'il puisse rivaliser avec les autres constructeurs italiens de ce type de véhicules comme Moto Guzzi sans parler de Piaggio et ses fameux petits Ape. D'après les archives de l'époque, 2 200 exemplaires des trois séries ont été fabriqués.

## Histoire
Au cours de la période d'après guerre, alors que l'Italie devait se reconstruire et les habitants se déplacer, MV Agusta n'a pas pensé à construire uniquement des motos mais aussi d'autres moyens de transport, des véhicules utilitaires légers. L'époque était favorable à tout moyen de transport, même rudimentaire.
En 1947, MV Agusta présente son premier motocarro, un triporteur motorisé, construit en raccordant un avant de moto et une remorque à l'arrière, le tout solidement fixé sur un robuste châssis. Ce type d'engin était très en vogue à l'époque en Italie mais aussi en Allemagne qui les utilisait aussi comme taxi. Le modèle MV Agusta utilisait le moteur de la fameuse MV 98, monocylindre à deux temps de 98 cm3. Durant l'année 1948, plusieurs modèles (en Italie destinés uniquement au transport de marchandises) ont vu le jour équipés du moteur MV Agusta de 125 cm3 avec une boîte à trois vitesses.
En 1953, MV Agusta présente le prototype d'une voiturette à deux places, Vetturetta 350. Le modèle restera au stade du prototype et est visible au Musée MV Agusta.
En 1954, MV Agusta présente le Motocarro 175. Ce modèle comporte un moteur à quatre temps de 172,3 cm3 avec un seul arbre à cames en tête, et offre une charge utile de 350 kg pour un poids propre de 250 kg. Comme l'ensemble de ses concurrents, ce triporteur ne dispose pas de cabine de protection. c'est la simple jonction entre l'avant d'une moto et une remorque sur un châssis poutre avec des jantes de 17". La benne arrière peut être fixe ou basculante. 2 200 exemplaires seront fabriqués jusqu'en 1958. Le modèle a été remplacé par le MV Agusta Centauro 150 qui dispose de roues de petit diamètre et d'une cabine de protection du conducteur.